# Yvonne Hak
Yvonne Hak (ur. 30 czerwca 1986) – holenderska lekkoatletka specjalizująca się w biegach średnich.
Międzynarodową karierę zaczęła od startu w 2006 roku w przełajowych mistrzostwach Europy. Na półfinale zakończyła start w halowym czempionacie Starego Kontynentu w Turynie (2009).. W 2010 roku zdobyła srebrny medal w biegu na 800 metrów na mistrzostwach Europy. Hak startuje także w biegach rozstawnych 4 x 400 metrów.  Reprezentantka kraju na drużynowych mistrzostwach Europy. Medalistka mistrzostw Holandii. 
Rekord życiowy w biegu na 800 m: stadion – 1:58,85 (30 lipca 2010, Barcelona); hala – 2:02,30 (21 lutego 2009, Birmingham).

## Osiągnięcia
| Rok  | Impreza                                   | Miejsce                | Konkurencja        | Lokata      | Wynik   |
| ---- | ----------------------------------------- | ---------------------- | ------------------ | ----------- | ------- |
| 2006 | Mistrzostwa Europy w biegach przełajowych | San Giorgio su Legnano | bieg młodzieżowców | 63. miejsce | 21:44   |
| 2009 | Halowe mistrzostwa Europy                 | Turyn                  | bieg na 800 m      | półfinał    | 2:07,14 |
| 2009 | I liga drużynowych mistrzostw Europy      | Bergen                 | bieg na 800 m      | 1. miejsce  | 2:01,50 |
| 2009 | I liga drużynowych mistrzostw Europy      | Bergen                 | sztafeta 4 x 400 m | 3. miejsce  | 3:36,26 |
| 2010 | I liga drużynowych mistrzostw Europy      | Budapeszt              | bieg na 800 m      | 3. miejsce  | 2:02,70 |
| 2010 | I liga drużynowych mistrzostw Europy      | Budapeszt              | sztafeta 4 x 400 m | 5. miejsce  | 3:33,93 |
| 2010 | Mistrzostwa Europy                        | Barcelona              | bieg na 800 m      | 2. miejsce  | 1:58,85 |
| 2011 | I liga drużynowych mistrzostw Europy      | Izmir                  | bieg na 800 m      | 2. miejsce  | 2:02,33 |